# Ischnoptera gatunae
Ischnoptera gatunae es una especie de cucaracha del género Ischnoptera, familia Ectobiidae. Fue descrita científicamente por Hebard en 1920.
Habita en Panamá.